# 倉敷郵便局
倉敷郵便局（くらしきゆうびんきょく）は、岡山県倉敷市にある郵便局である。民営化前の分類では集配普通郵便局であった。

## 概要
- 住所：岡山県倉敷市鶴形1-8-15

### 併設施設
- ゆうちょ銀行倉敷店（広島支店倉敷出張所）：取扱店番号540120

### 分室
現在はなし

#### かつて存在した分室
- 片島分室

〒710-8998 岡山県倉敷市片島町1026-1
2011年（平成23年）8月28日、旧郵便事業岡山ターミナル支店跡地に、ゆうパック専門拠点として設置。ゆうゆう窓口の設置はなし。2017年（平成29年）5月22日、岡山郵便局へ移管される形で廃止。

### 出張所（局外ATM)
民営化以前は以下の場所に出張所としてATMを設置していた。民営化後も同じ場所にATMがあるが、管理はゆうちょ銀行広島支店となっている。
- イオンモール倉敷内出張所
- 倉敷中央病院内出張所
- ジャスコ倉敷店内出張所

## 沿革

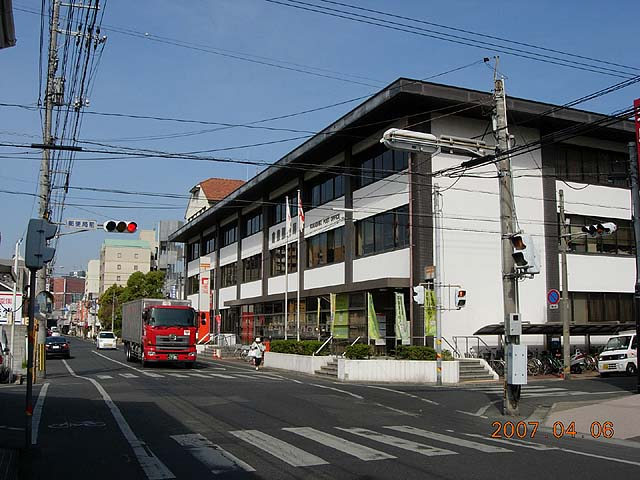
日本郵政公社時代

- 1872年1月14日（明治4年12月5日） - 倉敷郵便取扱所として開設[1]。
- 1873年（明治6年）4月 - 倉敷郵便役所となる[1]。
- 1875年（明治8年）1月1日 - 倉敷郵便局（四等）となる[1]。
- 1879年（明治12年）5月1日 - 為替取扱を開始。同年11月より貯金取扱を開始[1]。
- 1891年（明治24年）3月1日 - 倉敷郵便電信局となる[1]。
- 1903年（明治36年）4月1日 - 通信官署官制の施行に伴い、倉敷郵便局となる[1]。
- 1957年（昭和32年）8月1日 - 電話通話および和文電報受付事務の取り扱いを開始[2]。
- 1966年（昭和41年）3月22日 - 倉敷市本町から同市旭町に局舎を新築、移転。
- 1984年（昭和59年）1月 - 局舎新築。
- 1987年（昭和62年）10月26日 - 川辺郵便局（〒710-11[3]→〒710-13→〒710-1313）の集配業務を箭田郵便局（〒710-13→〒710-1399→〒710-1301）および総社郵便局（〒719-11→〒719-1199）に移管。
- 1992年（平成4年）8月3日 - 外国通貨の両替および旅行小切手の売買に関する業務取扱を開始。
- 2006年（平成18年）9月11日 - 天城郵便局（〒710-0199→〒710-0132）、箭田郵便局（〒710-1399→〒710-1301）からそれぞれ「710-01xx」「710-13xx」区域の集配業務を移管[4]。
- 2007年（平成19年）3月5日 - 以下の地域で地域区分局の変更を実施。
  - 苫田郡鏡野町のうち、旧・富村の区域（〒719-33xx→〒708-07xx）を当局から岡山中央郵便局へ変更。
  - 倉敷市のうち、茶屋町地域（〒709-11xx→〒710-11xx）を、岡山中央郵便局から当局へ変更。
- 2007年（平成19年）10月1日 - 民営化に伴い、併設された郵便事業倉敷支店、ゆうちょ銀行倉敷店に一部業務を移管。
- 2011年（平成23年）8月28日 - 郵便事業岡山ターミナル支店の廃止に伴い、その跡地に、郵便事業倉敷支店片島分室を設置。
- 2012年（平成24年）10月1日 - 日本郵便株式会社の発足に伴い、郵便事業倉敷支店を倉敷郵便局に統合。
- 2015年（平成27年）3月2日 - 茶屋町郵便局から「710-11xx」区域の集配業務および保険の渉外業務を倉敷郵便局に、貯金の渉外業務をゆうちょ銀行倉敷店に、それぞれ移管。
- 2017年（平成29年）
  - 4月1日 - ゆうゆう窓口の24時間営業を廃止。
  - 5月22日 - 郵便番号上2桁が71の地域区分業務を岡山郵便局へ移管。これに伴い、倉敷郵便局片島分室を廃止。
- 2018年（平成30年）3月12日 - 吉備郵便局から「701-01xx」区域のうち、倉敷市の区域（旧都窪郡庄村域）[5]の集配業務を移管[6]。

## 取扱内容

### 倉敷郵便局
- 郵便、印紙、ゆうパック、内容証明
- 生命保険、バイク自賠責保険、自動車保険、がん保険、引受条件緩和型医療保険
- 倉敷市の一部地域（倉敷・児島地域の各一部、茶屋町・真備地域の全域）および岡山市南区の一部地域（旧・灘崎町植松）の集配業務
  - 該当する郵便番号は701-01xx（701-010x～011x、0192～0195のみ）、710-00xx、710-08xx、710-85xx、710-86xx、710-87xx、710-01xx、710-11xx、710-13xx
- ゆうゆう窓口

### ゆうちょ銀行倉敷店
- 貯金、貸付、為替、振替、振込、国際送金、外貨両替、国債、投資信託、変額年金保険
- ATM

## 周辺
- 岡山地方裁判所倉敷支部・岡山家庭裁判所倉敷支部・倉敷簡易裁判所
- 倉敷法務合同庁舎（岡山地方検察庁倉敷支部など）
- 岡山県備中県民局
- 岡山県倉敷警察署
- 倉敷中央病院
- 天満屋倉敷店
- 岡山県立倉敷青陵高等学校
- 阿智神社
- 国道429号（旧国道2号）

## アクセス
- JR山陽本線・伯備線 倉敷駅（南口）、水島臨海鉄道水島本線 倉敷市駅 から徒歩約10分
- 下電バス 倉敷郵便局前停留所下車
- 山陽自動車道 倉敷ICから南へ約3km、瀬戸中央自動車道 早島ICから西へ約4.5km
- 駐車場あり：7台